# Cerneahivka, Iahotîn
Cerneahivka (în ucraineană Черняхівка) este o comună în raionul Iahotîn, regiunea Kiev, Ucraina, formată numai din satul de reședință.

## Demografie
Componența lingvistică a comunei Cerneahivka
     Ucraineană (96,23%)
     Rusă (2,87%)
     Alte limbi (0,27%)
Conform recensământului din 2001, majoritatea populației comunei Cerneahivka era vorbitoare de ucraineană (96,23%), existând în minoritate și vorbitori de rusă (2,87%).